# ピマ郡 (アリゾナ州)
ピマ郡（英: Pima County、発音: [ˈpiːmə]、ピーマという表記もある）は、アメリカ合衆国アリゾナ州南中部に位置する郡である。郡名はこの地域の先住民ピマ族インディアンから採られた。人口は104万3433人（2020年）。郡庁所在地はツーソン（人口54万2629人）であり、郡住人の大半はこの地域に住んでいる。
ピマ郡にはトホノ・オ＝オダム・ネーションの一部があり、またサンザビエル・インディアン居留地、オーガンパイプ・サボテン国立保護区、アイアンウッド森林国立保護区、およびサワロ国立公園の全てが入っている。
アリゾナ州で人口第2位であるツーソンは商業と学術の中心である。その他都市化の進んだ地域としてはマラナ、オロバレー、サーワリータおよびサウスツーソンがあり、すべてツーソン市の郊外にある。その他未編入都市化領域の大きな環と成長する衛星都市のグリーンバレーもある。郡内の他の部分はほとんど人が住んでおらず、その中で最大の町はトホノ・オ＝オダム・ネーションの首都セルズと、最西端にあるアホがある。

## 歴史
ピマ郡は1864年に開かれたアリゾナ準州議会第1会期で創設された最初の4郡の1つである。アメリカ合衆国はこの地域を1853年のガズデン購入でメキシコから獲得した。設立当時の郡領域は西経113度20分の東、ヒラ川の南にあるアリゾナ準州の領土全てだった。その後間もなく郡の領域内からコチセ郡、グレアム郡およびサンタクルス郡が分割された。

## 地理
アメリカ合衆国国勢調査局に拠れば、郡域全面積は9,188.83平方マイル (23,799.0 km2)であり、このうち陸地は9,186.27平方マイル (23,792.3 km2)、水域は2.57平方マイル (6.7 km2)で水域率は0.03%である。

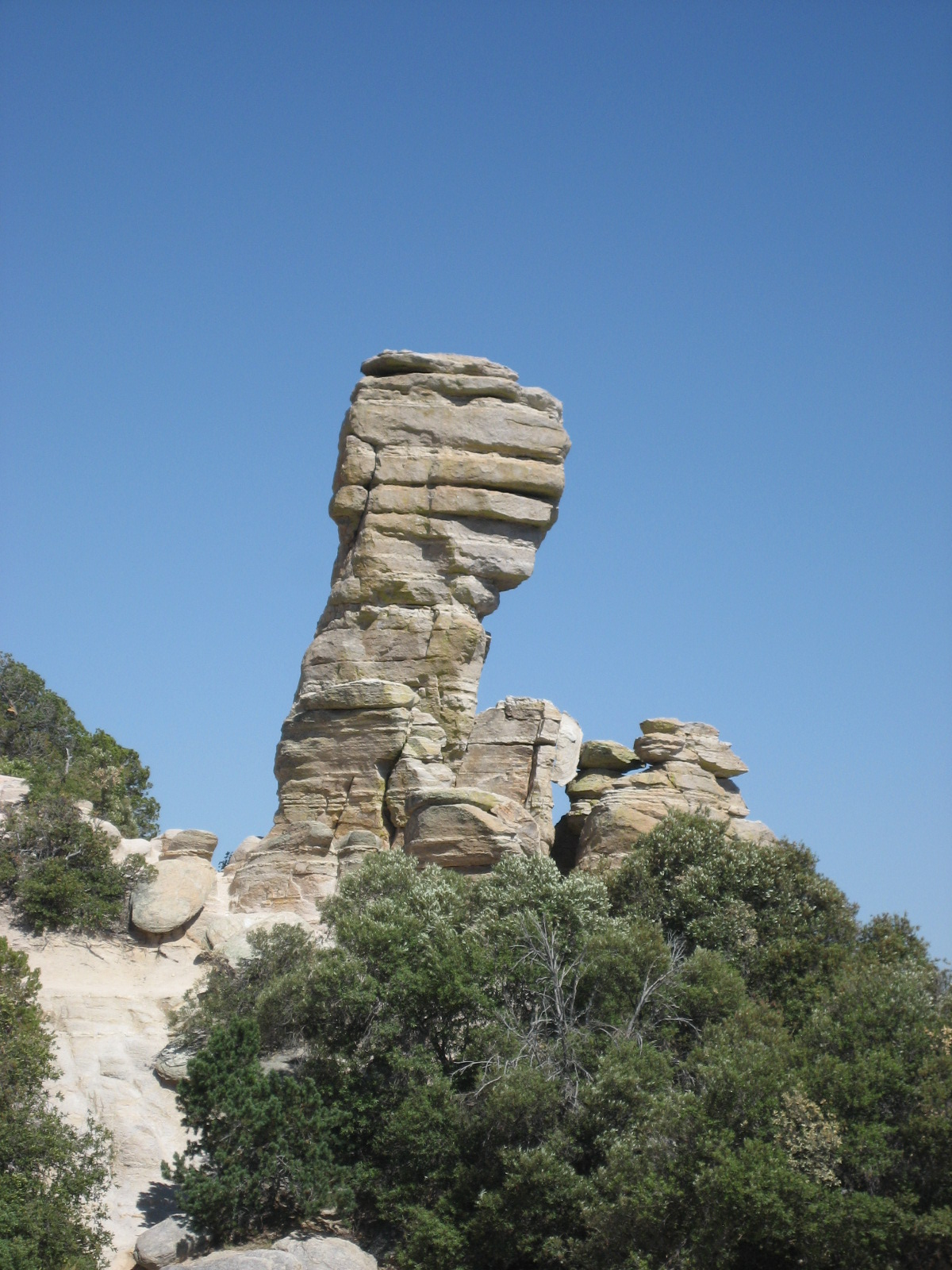
カタリナ・ハイウェイ沿いにある不安定な石柱

### 特徴的な地勢
- フレズナル・キャニオン

### 主要高規格道路
- 州間高速道路10号線
- 州間高速道路19号線
- アリゾナ州道79号線
- アリゾナ州道83号線
- アリゾナ州道85号線
- アリゾナ州道86号線
- アリゾナ州道210号線

### 隣接する郡
- ユマ郡 – 西
- マリコパ郡 – 北
- ピナル郡 – 北
- グレアム郡 – 北東
- コチセ郡 – 東
- サンタクルス郡 – 南東
- アルター（メキシコ、ソノラ州） – 南
- カボルカ（メキシコ、ソノラ州） – 南
- プルタルコ・エリアス・カレス（メキシコ、ソノラ州） – 南
- サリック（メキシコ、ソノラ州） – 南

### 国立保護地域
- ブエノスアイレス国立野生生物保護区
- カベザプリエタ国立野生生物保護区（部分）
- コロナド国立の森（部分）
- アイアンウッド森林国立保護区（部分）
- ラスシネガス国立保存地域（部分）
- オーガンパイプ・サボテン国立保護区
- サワロ国立公園

## 人口動態
以下は2000年国勢調査による人口統計データである。
| 基礎データ - 人口: 843,746人 - 世帯数: 332,250 世帯 - 家族数: 212,039 家族 - 人口密度: 35人/km2（92人/mi2） - 住居数: 366,737 軒 - 住居密度: 15軒/km2（40/mi2） 人種別人口構成 - 白人: 75.07% - アフリカン・アメリカン: 3.03% - ネイティブ・アメリカン: 3.22% - アジア人: 2.04% - 太平洋諸島系: 0.13% - その他の人種: 13.30% - 混血: 3.21% - ヒスパニック・ラテン系: 29.34% 年齢別人口構成 - 18歳未満: 24.6% - 18-24歳: 10.9% - 25-44歳: 28.4% - 45-64歳: 21.9% - 65歳以上: 14.2% - 年齢の中央値: 36歳 - 性比（女性100人あたり男性の人口） - 総人口: 95.7 - 18歳以上: 92.7 | 世帯と家族（対世帯数） - 18歳未満の子供がいる: 29.2% - 結婚・同居している夫婦: 47.7% - 未婚・離婚・死別女性が世帯主: 11.8% - 非家族世帯: 36.2% - 単身世帯: 28.5% - 65歳以上の老人1人暮らし: 9.4% - 平均構成人数 - 世帯: 2.47人 - 家族: 3.06人 収入と家計 - 収入の中央値 - 世帯: 36,758米ドル - 家族: 44,446米ドル - 性別 - 男性: 32,156米ドル - 女性: 24,959米ドル - 人口1人あたり収入: 19,785米ドル - 貧困線以下 - 対人口: 14.7% - 対家族数: 10.5% - 18歳未満: 19.4% - 65歳以上: 8.2% |

## 都市と町

ピマ郡の編入済み領域（灰色）と未編入領域、およびインディアン居留地（灰色線）

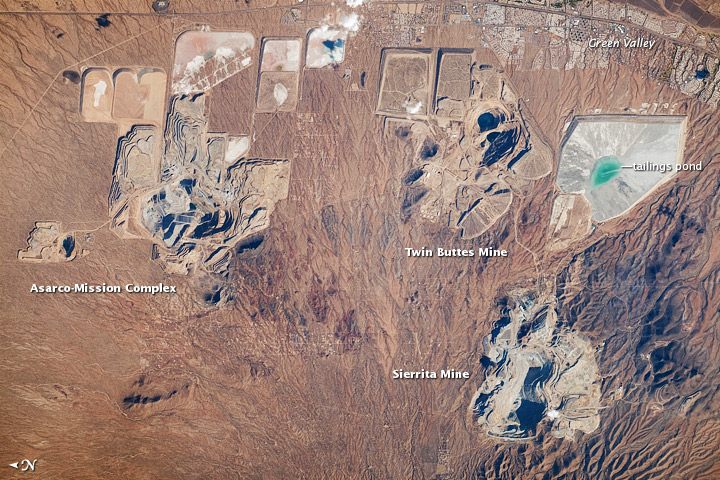
グリーンバレー近傍にある銅露天掘り鉱山の衛星写真（2010年）左が北

都市:
- ツーソン（郡庁所在地）
- サウスツーソン

町:
- マラナ
- オロバレー
- サーワリータ

その他の町:
- アリバカ
- ケンタッキーキャンプ
- ルークビル
- レディントン
- リリト
- ササビー
- サマーヘイブン
- ワイ

インディアン居留地:
- パスカ・ヤクイ
- サンザビエル
- トホノ・オ＝オダム（部分）

国勢調査指定地域:
- アホ
- アブラバレー
- カサスアドベス
- カタリナ
- カタリナフットヒルズ
- コロナ・デ・ツーソン
- ドレクセルハイツ
- ドレクセルアルバーノン
- イーストサーワリータ
- フロウイングウェルズ
- グリーンバレー
- リトルタウン
- ピクチャーロックス
- ピシネモ
- サンタロサ
- セルズ
- サミット
- タンクヴェルデ
- スリーポインツ
- トートリタ
- ツーソンエステーツ
- ベイル
- バレンシアウェスト

## 見どころ
- ピマ郡祭
- アリゾナ・ソノラ砂漠博物館
- オールド・ツーソン
- アリゾナ歴史協会（博物館）

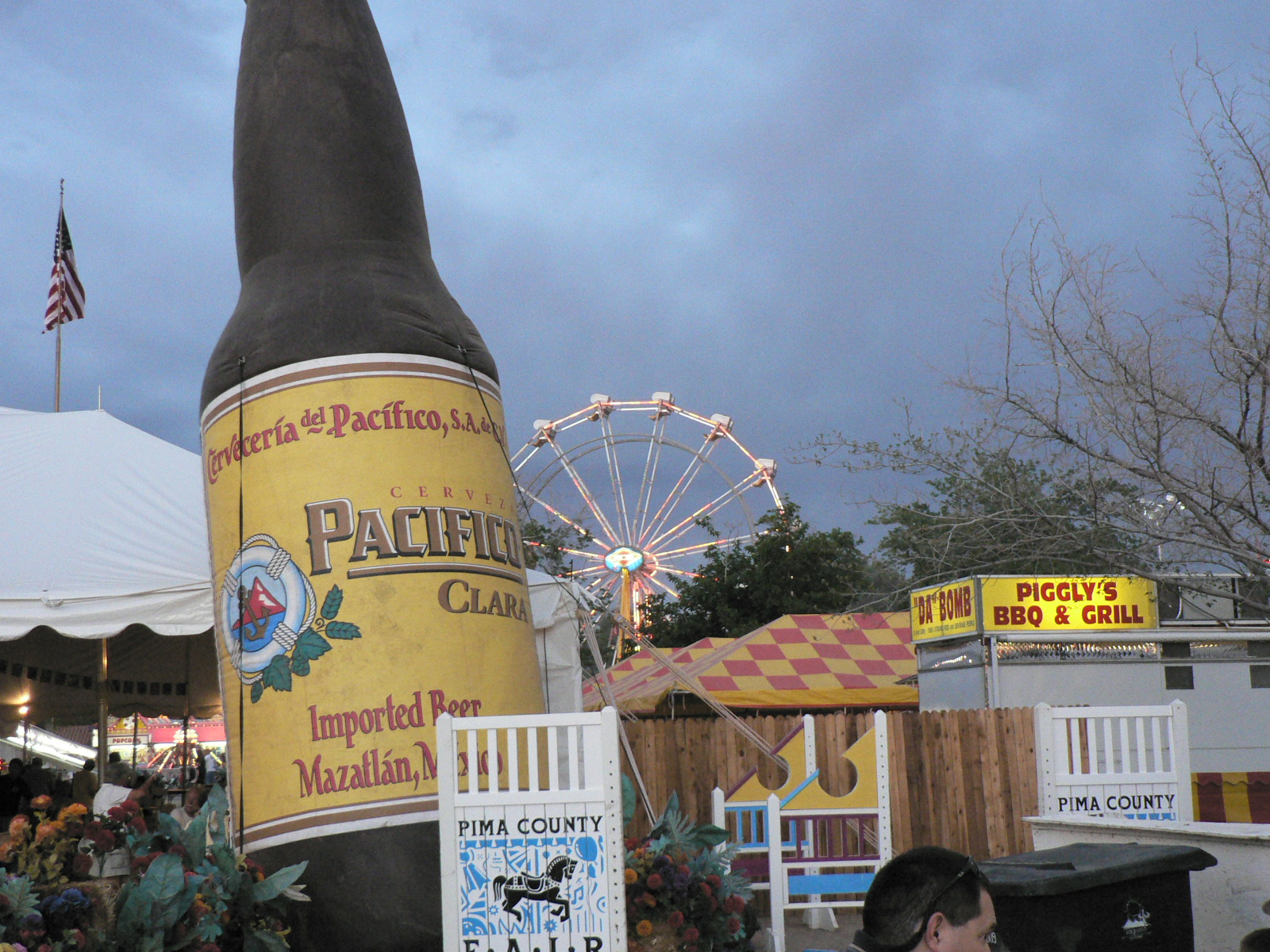
ピマ郡祭（2007年）

- ツーソン・ジェム・アンド・ミネラル・ショー
- タイタンミサイル博物館
- バイオスフィア2
- サンザビエル・デル・バック伝道所